# تانر ماكيفوي
تانر ماكيفوي (بالإنجليزية: Tanner McEvoy)‏ هو لاعب كرة قدم أمريكية أمريكي، ولد في 26 يناير 1993 في هيلزديل في الولايات المتحدة.

## وصلات خارجية
- تانر ماكيفوي على موقع مرجع كرة القدم المحترفة.كوم (الإنجليزية)